# Paracristenes fergussoni
Paracristenes fergussoni là một loài bọ cánh cứng trong họ Cerambycidae.